# Anton Laupheimer
Anton Laupheimer (* 23. Juni 1848 in Erbach; † 1927 in München) war ein deutscher Genremaler.

## Leben
Laupheimer studierte in den Jahren 1865 bis 1869 unter Bernhard von Neher und Heinrich von Rustige an der Akademie der Bildenden Künste in Stuttgart und wurde von Franz von Defregger und Ludwig Knaus beeinflusst. Ab 1879 war er in München tätig, wo er 1927 starb und auf dem Waldfriedhof (Grabnummer 041-3-20) bestattet wurde.

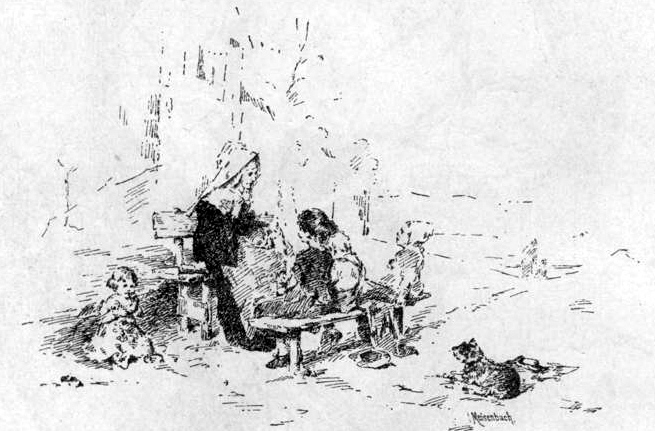
Ein Frühlingsmärchen
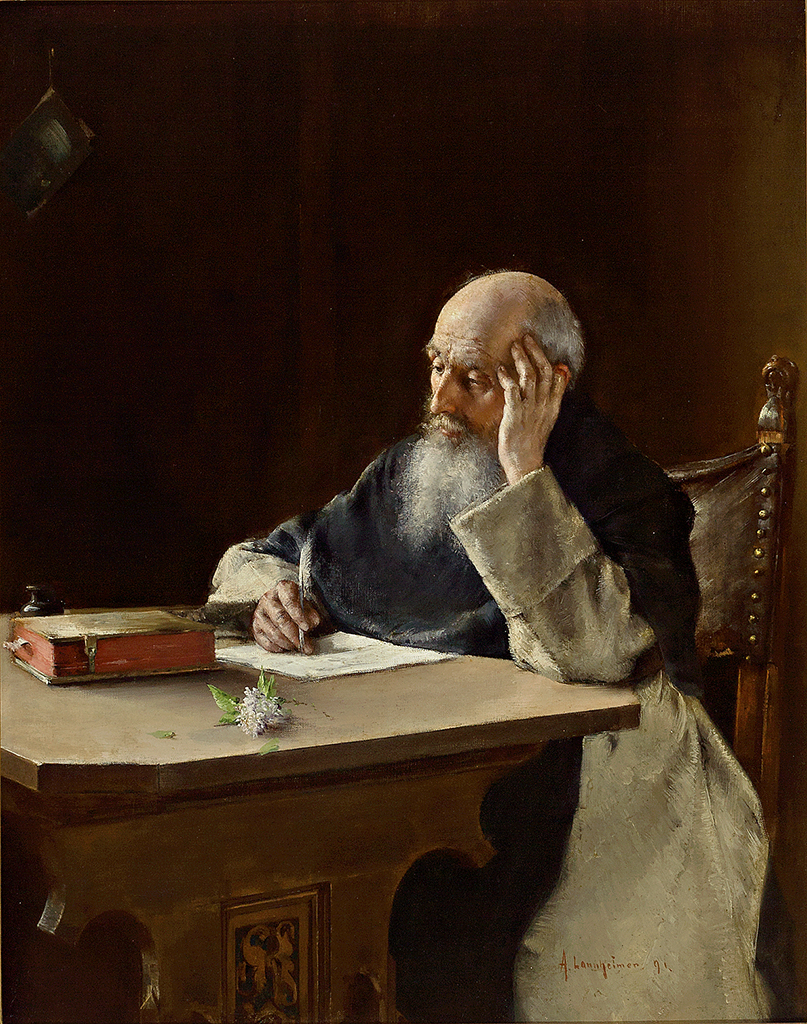
Schreibender Mönch
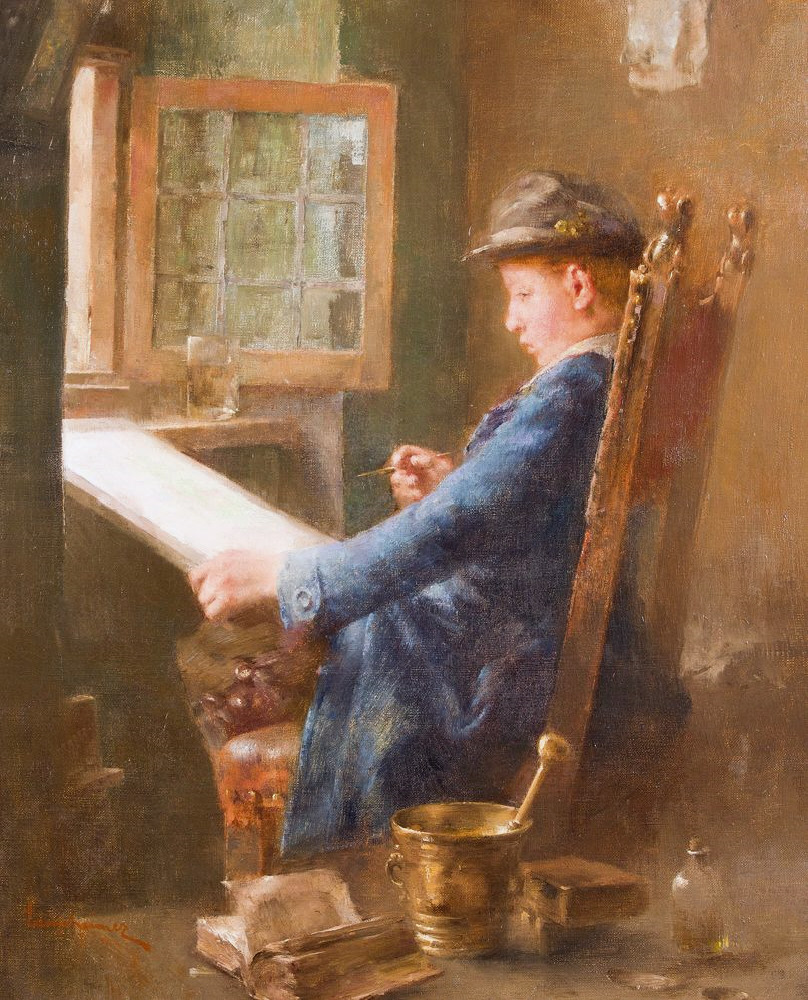
Zeichnender Knabe am Fenster
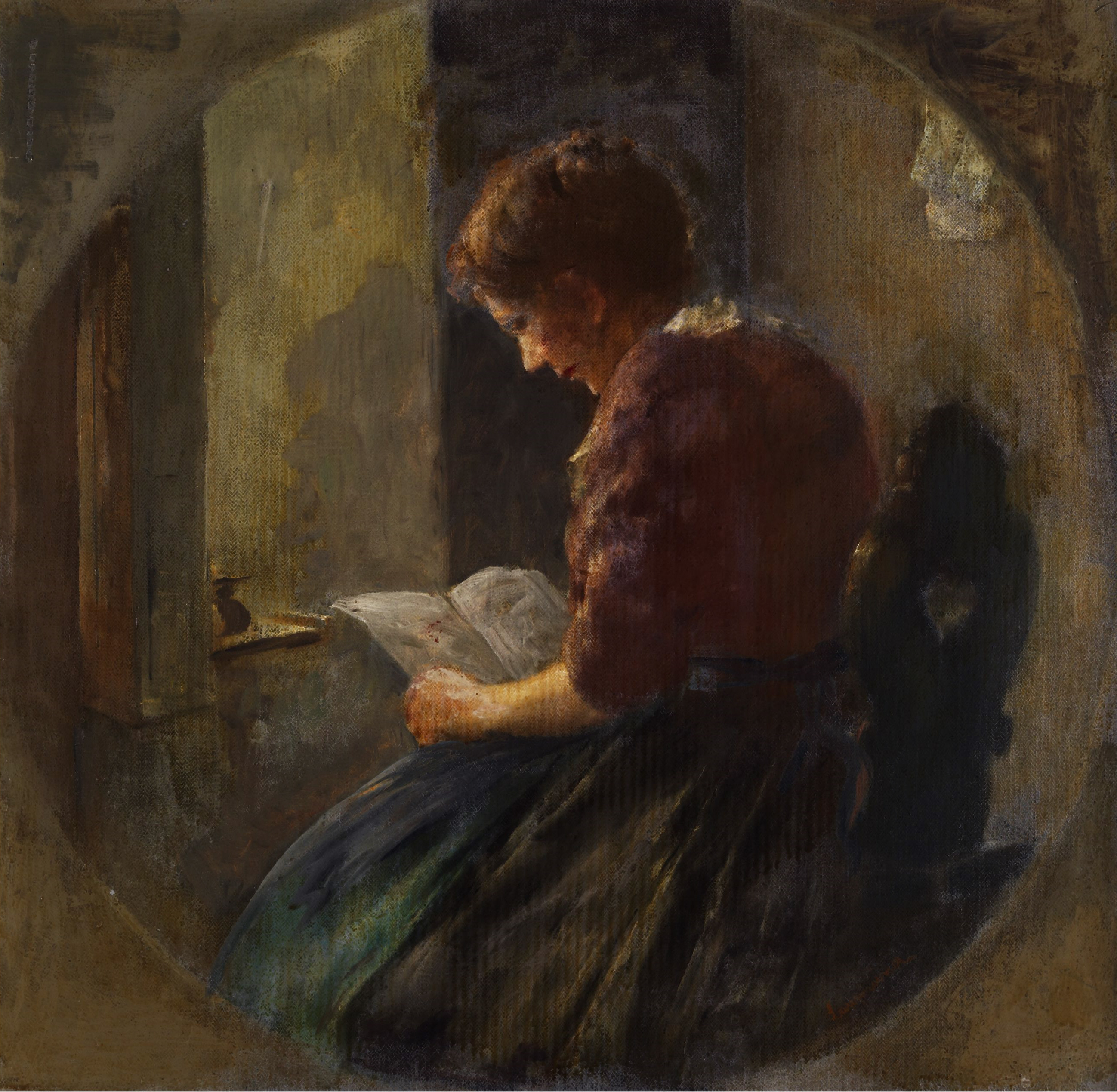
Lesendes Mädchen

Einige seiner Bilder sind unter anderem in der Neuen Pinakothek München, in der Staatsgalerie Stuttgart sowie im Kunsthaus Zürich ausgestellt.
Werke (Auswahl)
- 1870: Junges Mädchen im Einschlafen (Nationalgalerie Berlin)
- 1886: Ein schüchterner Verehrer (Museum Stuttgart)
- 1891: Der Cardinal (Neue Pinakothek)
- Ein Frühlingsmärchen, Ein schlimmer Gast, Memento mori …

Auszeichnungen
- 1884: Lobende Erwähnung beim Salon de Paris
- 1885: Medaille in Anvers
- 1890: Medaille in München
- 1891: Medaille in Berlin